# 海神みなみ
海神 みなみ（かいこう みなみ1990年3月29日）は、福岡県出身の女優。DRAGON FACTORY INC.所属。
特技は殺陣・アクション・ギター演奏・歌・ダンス・空手・着付け。

## 主な出演作品

### 舞台
- シャ・ノワールにようこそ！
- シングルナイト
- ファイティングガール
- 雄三君によろしく
- 風魔の城
- カムイが来た！
- 大ひょ〜げんをめざせ！
- 熱海殺人事件
- 恋文

### 映画
- キリトル
- ぼくらのマーチ
- ザンナ・ビアンカ

### テレビ
- 行列のできる法律相談所
- 熱血！お仕事LOVE

### ラジオ
- こえたま！らじお！ファンタジスタ！
- Weekly Music Selection

### CM
- セブンシーズ